# 雨にぬれても
「雨にぬれても」（あめにぬれても、原題: Raindrops Keep Fallin' on My Head）は、1969年に発表された楽曲。作曲はバート・バカラック、作詞はハル・デヴィッド。B. J. トーマスの歌唱が使われた。元は映画の挿入歌だが、評判が良く、レコード化された。

## 解説
1969年に公開されたジョージ・ロイ・ヒル監督の西部劇『明日に向って撃て!』の挿入歌である。同映画は、アメリカン・ニュー・シネマの有名作品となった。劇中ではブッチ・キャシディ役のポール・ニューマンとエッタ・プレース役のキャサリン・ロスが自転車に乗ってデートをするシーンで使われた。当初バカラックは、ボブ・ディランに歌唱を依頼する予定であった、あるいはレイ・スティーヴンスの予定であったなどとも言われ、なかなか歌手が決まらず、いくつかの紆余曲折の後に、ようやくディオンヌ・ワーウィックと同じセプターレコーズ（en:Scepter Records）に所属していたB・J・トーマスが歌うこととなった。
同年10月にシングルとして発売された。B面はニコラス・アシュフォード、ヴァレリー・シンプソン、ジョー・アームステッドが書いた「Never Had It So Good」。ビルボードでは1970年1月3日から4週連続で1位となり、ビルボード誌1970年年間ランキングでも第1位。同誌は「雨にぬれても」をオール・タイム・ムービー・ヒッツ・ベスト50の15位に選んだ。
第42回アカデミー賞（1970年4月発表）でも主題歌賞を受賞した。ロック時代（1955年7月9日以降）に映画主題歌が、ビルボード誌年間第1位になったのは、ルル(Lulu）の「いつも心に太陽を」（To Sir With Love）（1967年公開の「いつも心に太陽を」の主題歌）以来2度目。また、アカデミー主題歌賞がビルボード誌の年間第1位になったのは、史上初であった。
カヴァーも多い楽曲である。
歌唱にまつわる秘話
BS-TBSの音楽番組『SONG TO SOUL』で「雨に濡れても」を扱った回で、番組がB. J. トーマスに対して直接インタビューを行い、1960年代の最初の録音のことを回顧を聞き出したが、B. J. トーマスがカメラの前で語ったことによると、録音直前に風邪をひいてしまうというハプニングがあり、録音当日は声がかすれてしまっていたという。

## 主なカヴァー
- ディオンヌ・ワーウィック - 1970年のアルバム『I'll Never Fall in Love Again』収録。また、2006年のアルバム『マイ・フレンズ・アンド・ミー〜バート・バカラックへの想い』には、ケリスとのデュエットによる再録音が収録された[4]。
- ボビー・ヴィントン - 1970年のアルバム『My Elusive Dreams』収録
- エドウィン・スター - 1970年のアルバム『War & Peace』収録
- ペリー・コモ - 1970年のアルバム『It's Impossible』収録
- アンディ・ウィリアムス - 1970年のアルバム『Raindrops Keep Fallin' on My Head 』収録
- レイ・スティーブンス - 1970年のアルバム『Everything is beautiful』収録
- フォー・トップス - 1970年のアルバム『Changing Times』収録
- パティ・ペイジ - 1970年のアルバム『Honey come back』収録
- エンゲルベルト・フンパーディンク - 1970年のアルバム『We Made It Happen』収録
- ジョニー・マティス - 1970年のアルバム『Raindrops Keep Fallin' on My Head』収録
- ボビー・ジェントリー - 1970年のシングル。
- 布施明 - 1971年のアルバム『布施明がバカラックに会った時』収録
- ベッツィ&クリス - 1971年のアルバム『フォーク・アルバム第2集』収録[5]
- 石毛恭子 - 1972年のシングル『レインドロップス』収録（ママとあそぼう!ピンポンパンで放送）
- 倍賞千恵子 - 1973年のアルバム『アカデミー賞主題歌を歌う』収録。訳詞は岩谷時子
- マニック・ストリート・プリーチャーズ - 1995年のチャリティー・アルバム『The Help Album』収録
- 東京スカパラダイスオーケストラ - 2004年のアルバム『ON TOUR』収録
- 山崎まさよし - 2007年のアルバム『COVER ALL YO!』収録
- Ken Yokoyama（横山けん） - 2007年のシングル「Not Fooling Anyone」収録
- スターダストレビュー - アルバム『DEVOTION』収録
- 石嶺聡子 - アルバム『洋灯～nostalgia for tomorrow～』収録
- 清原果耶 - 京王電鉄CMにて歌唱

- 桑田佳祐Act Against Aids2009チャランポランスキー主演

桑田佳祐のやさしい夜遊び
その他、ボストン・ポップス・オーケストラやロイヤル・フィルハーモニー・ポップス管弦楽団などによるオーケストラアレンジの演奏も存在する。